# Upper Street
Upper Street est une avenue de Londres.

## Situation et accès
Cette voie du nord de la capitale britannique est la principale artère commerçante du borough londonien d'Islington. Elle fait partie de la route A1.
Ce site est desservi au nord par la ligne  Victoria à la station Highbury & Islington et, au sud, par la ligne  Northern à la station Angel.

## Origine du nom
Le nom d’Upper Street fait écho à l’ancien nom d’Essex Road, Lower Street. Les deux rues traversaient le village d’Islington, l’une dans sa partie haute, l’autre dans sa partie basse.

## Bâtiments remarquables et lieux de mémoire
On y trouve de nombreux bars et restaurants ainsi que des magasins d'antiquité.
- No 222 : mairie du district d'Islington.